# Charles Clérice
Pour les articles homonymes, voir Clérice.

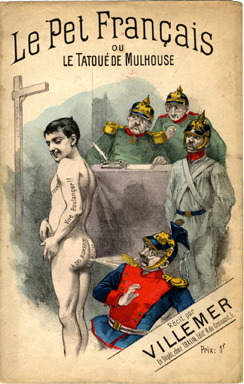
Illustration de Charles Clérice pour Le Pet français de Villemer, vers 1890.

Carlos Clérice, dit en français Charles Jacques Clérice, né le 22 mars 1855 à Buenos Aires et mort le 7 mars 1909 à Taverny, est un illustrateur, lithographe, graveur, affichiste et caricaturiste français. 
Il a illustré de nombreuses partitions musicales, entre autres de son frère Justin Clérice.

## Biographie
Charles Clérice a illustré plus de 360 partitions et a parfois participé à la composition de quelques œuvres.
Fils aîné de Victor Clérice (1823-1876), originaire de Tournai-sur-Dive en Normandie, qui possédait une fabrique de carrosses située à Buenos-Aires, rue Belgrano, il prend en charge, à la mort de son père en 1876, à sa majorité donc, sa famille, dont son frère Justin et sa sœur Elisa, et commence des études musicales qu'il abandonne pour se consacrer au dessin. 
Il collabore à des périodiques satiriques comme El Mosquito (1863-1870), puis en 1879, illustre la première édition de La Vuelta de Martín Fierro de José Hernández, publiée par la Libreria del Plata à Buenos Aires. Une partie des gravures est conservée au Museo histórico nacional de Buenos Aires et une rétrospective Carlos Clérice a été présentée lors d'une exposition de gravure à Rosario en 1942. 
En 1882, après la naissance de son premier fils Victor à Buenos-Aires en 1880 et accompagné de son ami et collègue l'illustrateur brésilien Cândido de Faria (1849-1911), il part s'installer en France à Paris où naît son second fils Charles, connu plus tard sous le nom de Charles Clérice fils (1883-1909).
Carlos devenu Charles, qui signe ses travaux « Ch. Clérice » ou parfois « P. Riclece », monte un atelier de gravure (lithogravure, gravure sur cuivre), et produit des illustrations pour des livres, magazines et bandes dessinées. Il s'associe à son frère Justin, puis à ses deux fils, sous la raison sociale « Clérice Frères ». Outre son travail pour de nombreuses éditions de romans populaires, la signature de Charles Clérice apparaît régulièrement dans les premières éditions de La Semaine de Suzette au début des années 1910.
Il meurt le 7 mars 1909 à Taverny.